# Mytilus
Genre
Mytilus est un genre de mollusques bivalves marins de la famille des Mytilidae, qui contient notamment la moule commune.

## Liste des espèces
Selon World Register of Marine Species (25 mars 2015) :
- Mytilus bidens Linnaeus, 1767
- Mytilus californianus Conrad, 1837
- Mytilus coruscus Gould, 1861
- Mytilus edulis Linnaeus, 1758 - moule commune ou moule bleue
- Mytilus galloprovincialis Lamarck, 1819
- Mytilus planulatus Lamarck, 1819
- Mytilus platensis d'Orbigny, 1842
- Mytilus trossulus Gould, 1850

## Galerie

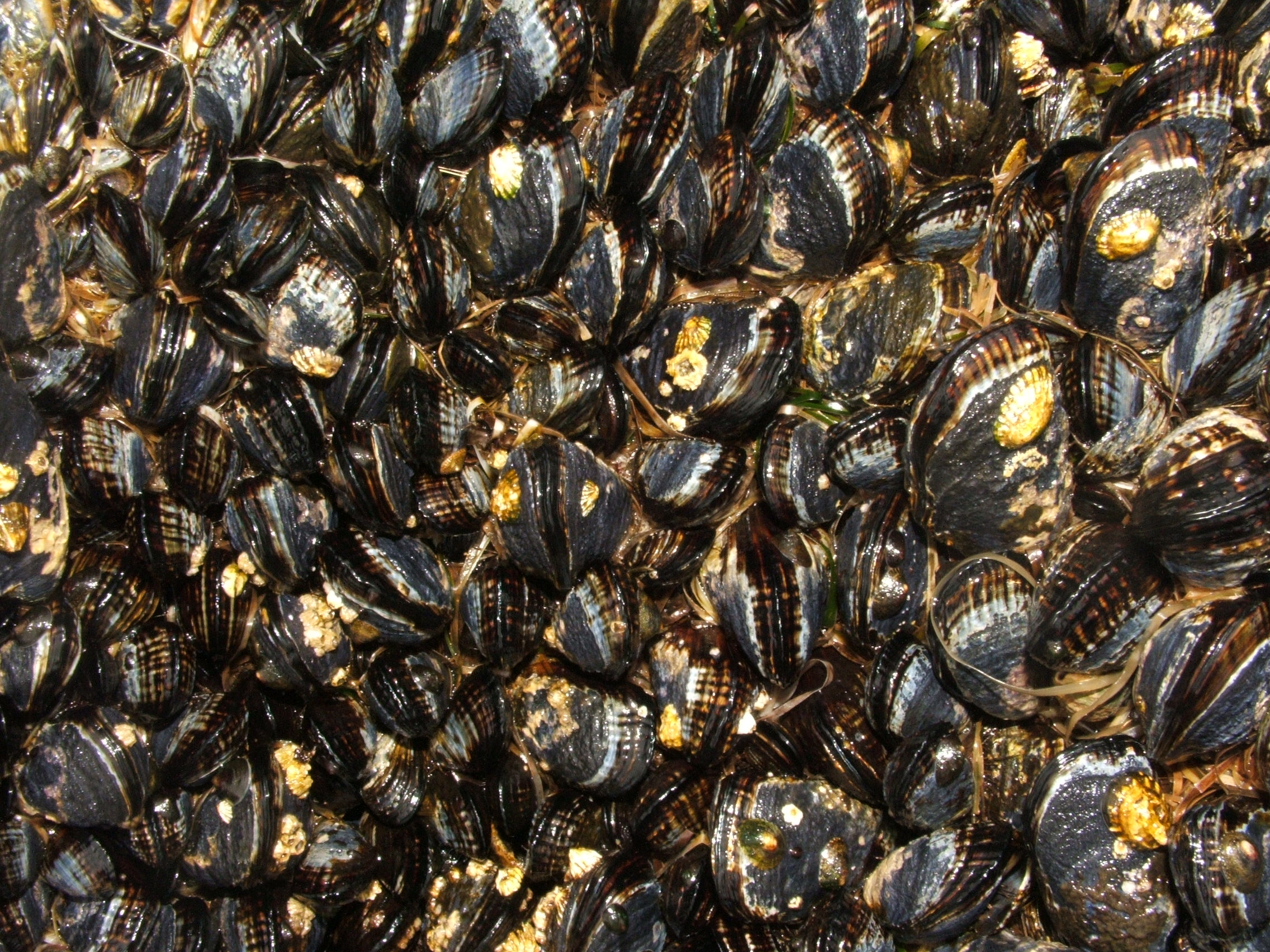
Mytilus californianus
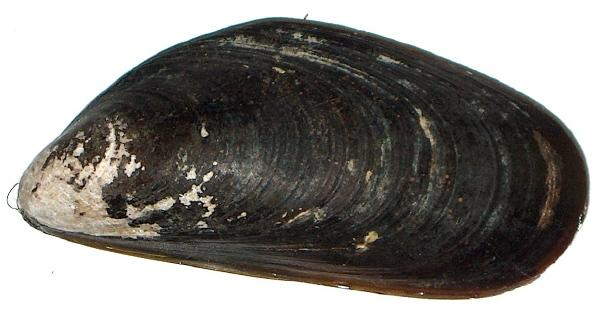
Mytilus platensis
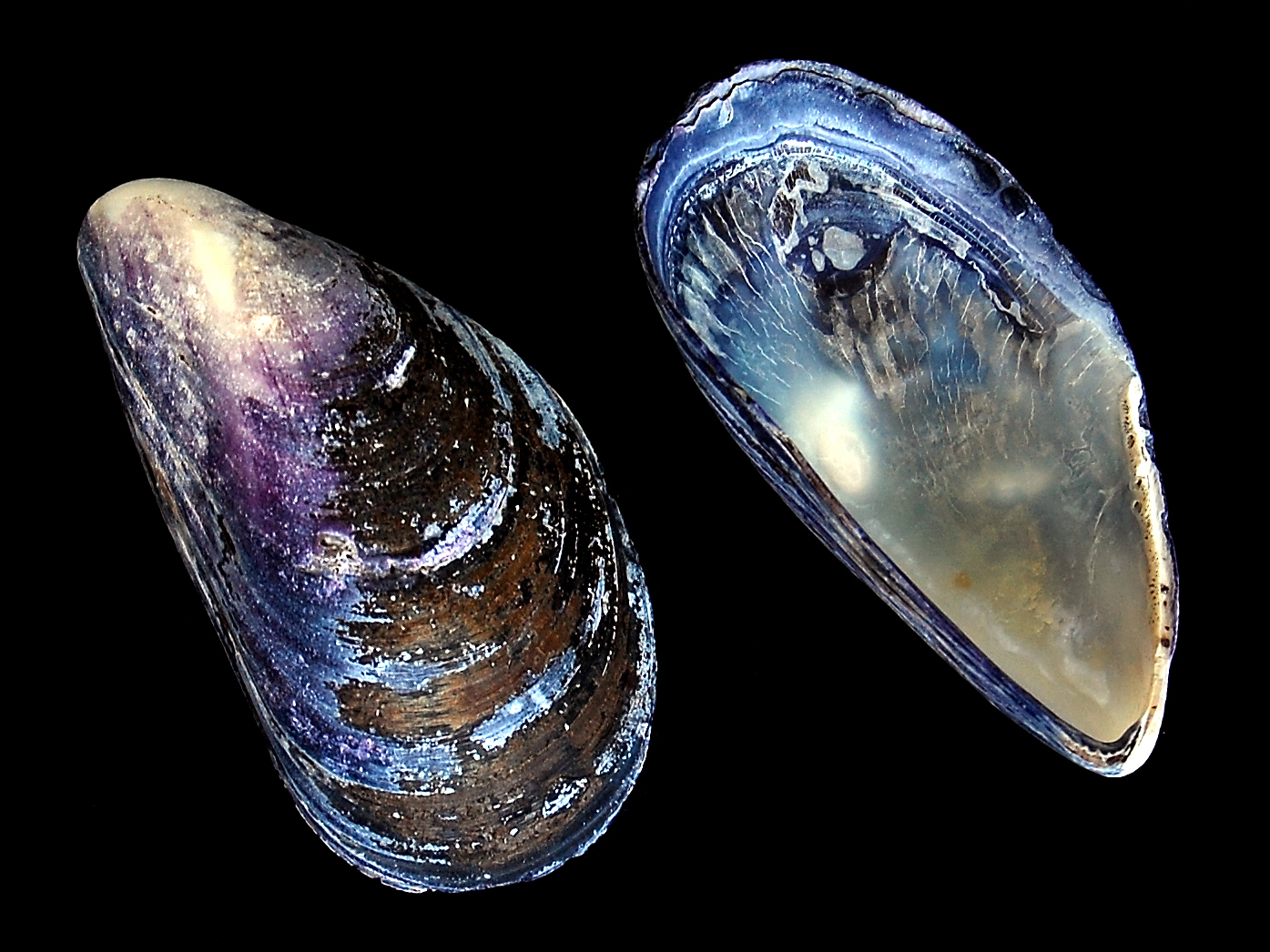
Mytilus edulis
Mytilus galloprovincialis
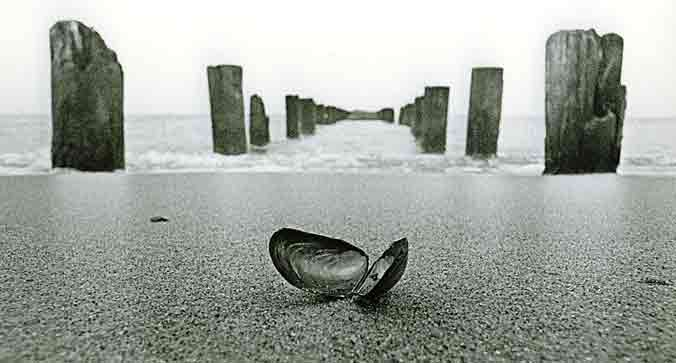
Mytilus trossulus

## Recherches pour la fabrication d'adhésif
Les moules ont la capacité d'adhérer aux rochers malgré la présence d'eau et la force des vagues. Cette faculté leur vaut d'être étudié pour tenter de fabriquer une colle puissante et résistante à l'humidité. Les espèces modèles actuellement utilisées sont Mytilus edulis, Mytilus galloprovincialis et Mytilus californianus, dans le cadre de la biomimétique.